# Wagner Pereira Cardozo
Wagner Pereira Cardozo, besser bekannt als Amaral, (* 16. Oktober 1966 in São Paulo, Brasilien) ist ein Fußballtrainer und ehemaliger brasilianischer Fußballspieler.

## Karriere
Amaral begann seine Karriere beim Comercial FC. 1988 wechselte er zum Capivariano FC. Von 1988 bis 1991 stand er beim Ituano FC unter Vertrag. 1992 unterzeichnete er einen Vertrag bei SE Palmeiras. Im Mai des Jahres wechselte er für elf Jahre zum FC Tokyo. Bei den Fans des Klubs gilt er als Idol und wird König von Tokio genannt. Er spielte zwölf Saisons für den Klub, führte diesen aus der Amateurliga in die J1 und erzielte insgesamt 178 Tore (98 in der JFL, 15 in der J2, 49 in der J1, 10 im Emperor's Cup und 6 im Ligapokal), darunter neun Hattricks.
2004 wechselte Amaral zu Shonan Bellmare. 2005 unterschrieb er einen Zweijahresvertrag bei Arte Takasaki. Von Juli bis Dezember 2006 wurde Amaral als Spielertrainer eingesetzt. Zum Abschluss seiner Karriere als Fußballspieler stand er 2009 beim FC Kariya unter Vertrag und wurde hier ebenfalls als Spielertrainer eingesetzt. Im Jahre 2010 hatte er einen Kontrakt als Manager. 2011 trainierte er die U23-Mannschaft des FC Tokyo. Von Februar 2016 bis Januar 2017 fungierte Amaral als Co-Trainer bei Thespakusatsu Gunma. Direkt im Anschluss ab Februar 2017 bis 2019 war er Manager bei Tonan Maebashi und ist seit 2020 Trainer der Amateurmannschaft.
Anfang 2022 wurde Amaral vom FC Tokyo zum Botschafter des Klubs ernannt.